# Фрањевачки музеј Вуковар
Фрањевачки музеј Вуковар је заштићено непокретно културно добро које обухвата четири збирке које су појединачно заштићене као покретна културна добра и музејски комплекс који делује у склопу самостана фрањеваца Хрватске фрањевачке провинције светог Ћирила и Метода у Вуковару.

## Историја
Стварање збирки културно-историјске и уметничке грађе је започето повратком фрањеваца у Вуковар 1687. године након ослобођења од османске власти и трајало је више од три века. Обновом фрањевачког комплекса, поред стамбеног дела монаха и клаустра, отворен је и простор за музеј на два спрата који је обухватао ризницу са галеријом старих слика, библиотеку ретких књига, а посетиоцима је омогућен приступ цркви, крипти, звонику и клаустру, новој библиотеци са читаоницом и другим садржајима као што су винотека и сувенирница, укључујући и отворени простор. Потписивањем уговора 24. августа 2017. са Централном агенцијом за финансирање и уговарање програма и пројеката Европске уније при Министарству регионалног развоја и фондова Европске уније је почела реализација пројекта Интеграција културно-историјског наслеђа. Пројекат се изводи у сарадњи са Конзерваторским одељењем Министарства културе Републике Хрватске у Вуковару и у сарадњи са Градом Вуковаром, Градским музејом Вуковар, Туристичком заједницом Вуковара и вуковарско-сремском жупанијом. Између осталог обухвата збирку богослужбеног посуђа од којих неке потичу из златарских радионица у Бечу, Мајнцу, Марибору, Риму и Венецији, као и збирку богослужбене одеће, посебно бечке барокне и венецијанске миснице ткане од свиле, броката и сомота. У крипти фрањевачког самостана се налазе саркофази породице Елц и манастирски вински подрум. У мају 2019. године је свечано отворен новоуређени музејски комплекс. У првој години рада је забележено 35 хиљада посетилаца.